# Irving Stone
Pour les articles homonymes, voir Stone.
Irving Stone, né Tannenbaum le 14 juillet 1903 et mort le 26 août 1989, est un écrivain américain connu pour ses romans biographiques, notamment La Vie passionnée de Vincent van Gogh (en) (Lust for Life) et La Vie ardente de Michel-Ange (en) qui furent également adaptés à l'écran.

## Biographie
Les parents d'Irving divorcent quand ce dernier a sept ans et une dizaine d'années plus tard, sa mère se remarie. Irving, né Irving Tannenbaum, décide alors de changer de nom de famille pour prendre celui de son beau-père et devient alors Irving Stone pour l'état-civil. Stone disait que c'était sa mère qui lui avait transmis sa passion de la lecture. Dès lors, il eut toujours l'intime conviction que l'éducation était la seule façon de réussir dans la vie : en 1923, il obtient une licence en science politique à l'université de Californie à Berkeley et en 1924, une maîtrise en économie à l'université du Sud de la Californie.
Il décide ensuite de devenir dramaturge et s'installe à Paris en 1926 où en une année, il écrit plus d'une dizaine de pièces de théâtre sans en vendre une seule. Submergé d'émotion au cours de la visite d'une exposition consacrée à Van Gogh, il se met à lire tout ce qu'il peut trouver sur l'artiste :
« La première fois que je suis tombé sur les tableaux de Vincent van Gogh, écrivit-il un jour, ce fut au cours d'une exposition à laquelle des amis parisiens m'avaient invité avec insistance. Voir une salle entière emplie des flamboyantes toiles arlésiennes de Vincent fut une expérience émotionnelle que je ne peux comparer qu'à ma première lecture des Frères Karamazov. Je quittai la salle d'exposition déterminé à savoir qui était cet homme qui pouvait m'émouvoir à tel point et je lus tout ce que je pouvais trouver sur lui en anglais, en français et en allemand. »
Ne rencontrant aucun succès à Paris, Stone décide alors de se rendre à New York où, indépendamment de ses pièces, il écrit également des romans policiers pour survivre. Mais Van Gogh continue de le hanter :
« Quand je retournai à New York et à l'écriture de mes pièces, je passai mes soirées à la bibliothèque publique située au coin de la 42e rue et de la Cinquième avenue, immergé dans la lecture des trois volumes de lettres adressées par Vincent à son frère Théo. Je n'avais pas l'intention d'écrire sur Vincent, je tentais seulement de le comprendre.
Mais peu à peu, au cours des mois, l'histoire de Vincent prit possession de moi. Je me réveillais à trois heures du matin, écrivant des bribes de dialogue entre Vincent et Théo, ou encore je me mettais à décrire la manière dont Vincent était mort à Auvers-sur-Oise. Le calvaire de Vincent était devenu pour moi une des histoires les plus significatives qui soient. À la fin de l'année, quand je me retrouvai incapable de penser à autre chose, je décidai que je devais écrire l'histoire de Vincent, même si ce n'était que pour l'effacer de mon esprit.
[...] Ma première tâche fut donc de lire tous les livres que je pouvais trouver sur l'art et les peintres modernes, puis de rechercher les toiles qui étaient disponibles. Je retournai en Europe avec un sac à dos et suivis les traces de Vincent, descendant dans les mines du Borinage où il était descendu, vivant dans la chambre qu'il avait louée à la boulangerie Denis, écrivant des notes dans les presbytères où il avait vécu avec sa famille en Hollande pour me diriger ensuite vers le Sud de la France et travailler dans la Maison Jaune, vivre à l'asile de Saint-Rémy où il avait été enfermé et dormir enfin dans la chambre et le lit du petit hôtel d'Auvers le quarantième anniversaire de sa mort. »
L'ouvrage terminé est successivement refusé par 17 éditeurs. La rencontre impromptue de Stone avec Jean Factor, une jeune fille qui, à l'issue de la représentation d'une de ses pièces lui pose des questions sur son œuvre, décidera de son sort. Stone lui demande de lire son manuscrit et de lui expliquer pourquoi ce dernier est systématiquement refusé. Celle qui deviendra plus tard sa femme lui proposera d'éliminer certains passages trop longs et de rendre son texte plus vivant. En 1934, revu et corrigé par Jean Factor, le texte est finalement publié et devient immédiatement un best-seller.
« Il eut le même problème tout au long de sa carrière », se rappelle Jean. « C'était un universitaire. Il se répétait beaucoup, comme s'il pensait que ses lecteurs ne le comprenaient pas. Je lui disais alors : "Pour moi, c'est un peu sec — ça manque d'humanité, de chaleur. Tu ne fais pas confiance à tes lecteurs." Plus tard, travaillant sur d'autres projets, il disait : "J'ai déjà dit cela trois fois - choisis la meilleure version." Il était trop précis et se perdait dans les détails, comme beaucoup d'enseignants. »
La réaction d'Irving Stone à ces critiques était, selon Jean, magnifique. Il n'a jamais réécrit La Vie passionnée de Vincent van Gogh (en). Il a demandé à Jean de tout retaper en éliminant les parties qui, selon elle, étaient inutiles et le manuscrit s'est vendu immédiatement. Irving obtint une avance de 250 dollars, ce qui était une très belle somme à cette époque de la Grande Dépression, et avec cet argent, ils décidèrent de se marier.
À dater de ce jour, Jean Stone devint la relectrice et la responsable éditoriale de tous les ouvrages d'Irving Stone. Irving écrivait et Jean corrigeait, perfectionnant sans cesse la prose de son époux.
Toute sa vie, Stone s'intéressa à des personnages importants qui avaient été mal compris, étudia leur vie en détail et décrivit leur vie sous forme de romans. Il disait que ses livres étaient composés à 98 % de faits exacts mais que les dialogues étaient sa création. Ses sujets furent entre autres Abraham Lincoln, Charles Darwin et Sigmund Freud. 
Stone enquêtait toujours sur le terrain. Il passa notamment de nombreuses années en Italie pour rédiger La Vie ardente de Michel-Ange, qui relate entre autres les relations conflictuelles de Michel-Ange et du pape Jules II.
Irving Stone mourut le 26 août 1989 d'un arrêt cardiaque. Plus de 30 millions d'exemplaires de ses livres s'étaient vendus à travers le monde. Jean Stone est décédée en 2004 à 93 ans.

## Œuvres
- La Vie passionnée de Vincent van Gogh (en) (Lust for Life) - inspiré par la vie de Vincent van Gogh (1934).
- Jack London, l'Aventurier des Mers (Sailor on Horseback) - inspiré par la vie de Jack London (1938).
- Clarence Darrow For the Defense (non traduit) - inspiré par la vie de Clarence Darrow, avocat américain membre de l'Union américaine pour les libertés civiles (1941).
- They Also Ran (non traduit) - inspiré par la vie de candidats malchanceux aux élections présidentielles américaines (1944 et 1966, édition revue et augmentée).
- Le Bon Temps reviendra (Immortal Wife) - inspiré par la vie de Jessie Benton Frémont (en), femme de lettres et militante américaine (1944).
- Adversary in the House (non traduit) - inspiré par la vie de Eugene V. Debs, homme politique américain, syndicaliste et socialiste (1947).
- Earl Warren (non traduit) - biographie de Earl Warren, juriste et homme politique américain (1948).
- The Passionate Journey (non traduit) - inspiré par la vie du peintre américain John Noble (1949).
- Le Sel de la Terre (The President's Lady) - inspiré par la vie de Rachel Jackson, épouse d'Andrew Jackson, le septième président des États-Unis (1950).
- Love is Eternal (non traduit) - inspiré par le mariage d'Abraham Lincoln et Mary Todd Lincoln (1954).
- Dignes de Mes Montagnes - Les Conquérants de l'Ouest (Men to Match My Mountains) - histoire de la Conquête de l'Ouest aux États-Unis (1956).
- La Vie Ardente de Michel-Ange (The Agony and the Ecstasy) - inspiré par les relations houleuses de Michel-Ange et du pape Jules II (1961).
- Those Who Love (non traduit) - inspiré par la vie de John Adams, deuxième président des États-Unis (1965).
- La Vie de Freud (The Passions of the Mind) - inspiré par la vie de Sigmund Freud (1971).
- Le Trésor Grec ou le Roman d'Henry et Sophie Schliemann (The Greek Treasure) - inspiré par la découverte de Troie par Heinrich Schliemann (1975).
- Charles Darwin, le Roman de nos Origines (The Origin) - inspiré par la vie de Charles Darwin (1980).
- Depths of Glory (non traduit) - inspiré par la vie de Camille Pissarro (1985).

## Adaptations cinématographiques
- 1953 : Le Général invincible, d'après Le Sel de la Terre (The President's Lady). Rėalisé par Henry Levin avec comme acteurs principaux Susan Hayward et Charlton Heston.
- 1956 : La Vie passionnée de Vincent van Gogh (Lust for Life). Réalisé par Vincente Minnelli avec comme acteurs principaux Kirk Douglas et Anthony Quinn.
- 1965 : L'Extase et l'Agonie (The Agony and the Ecstasy). Réalisé par Carol Reed avec comme interprètes principaux Charlton Heston et Rex Harrison.

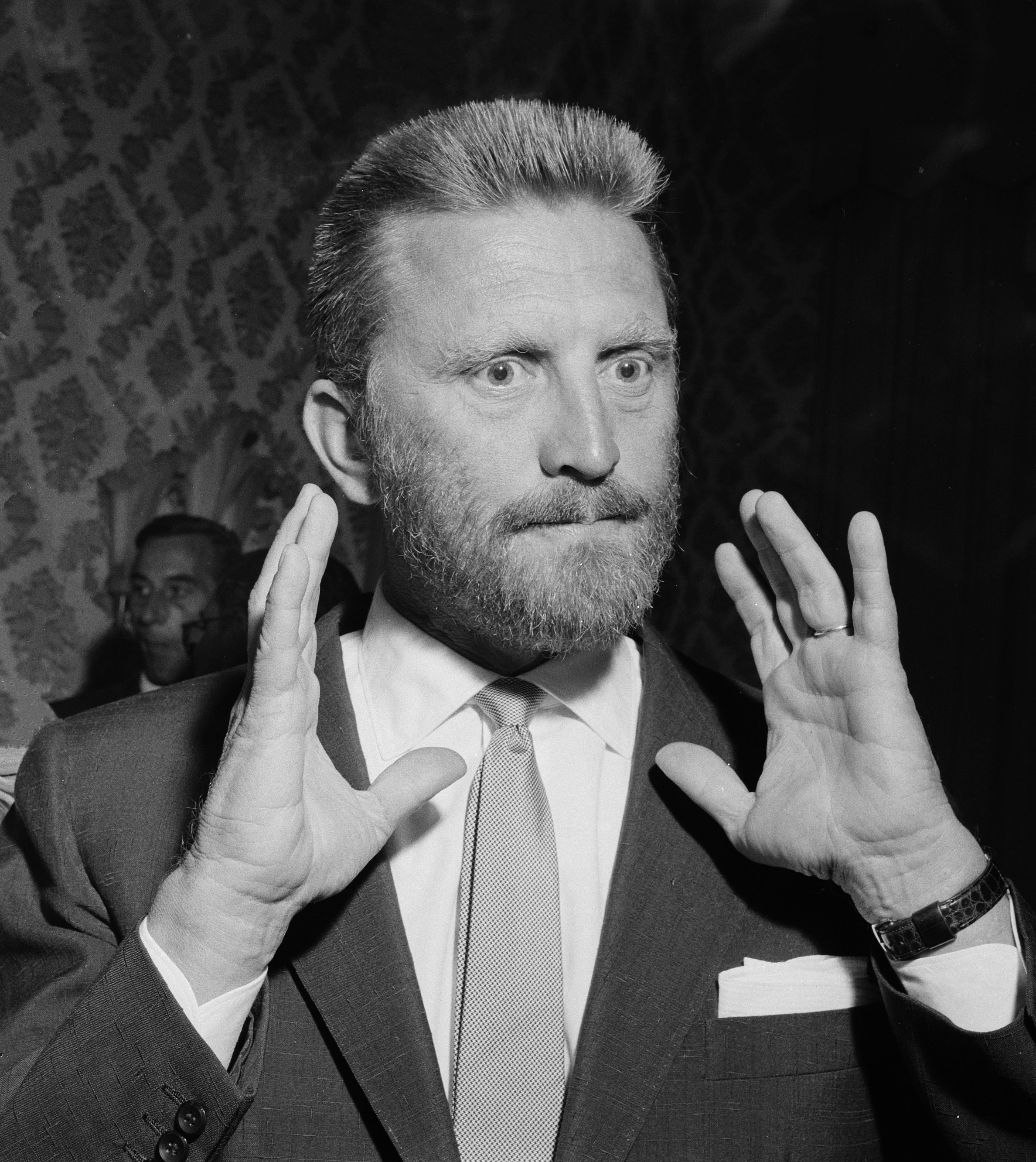
Amsterdam, 1956 : Kirk Douglas décrit à la presse son rôle dans La Vie passionnée de Vincent Van Gogh